# Yale-China Association

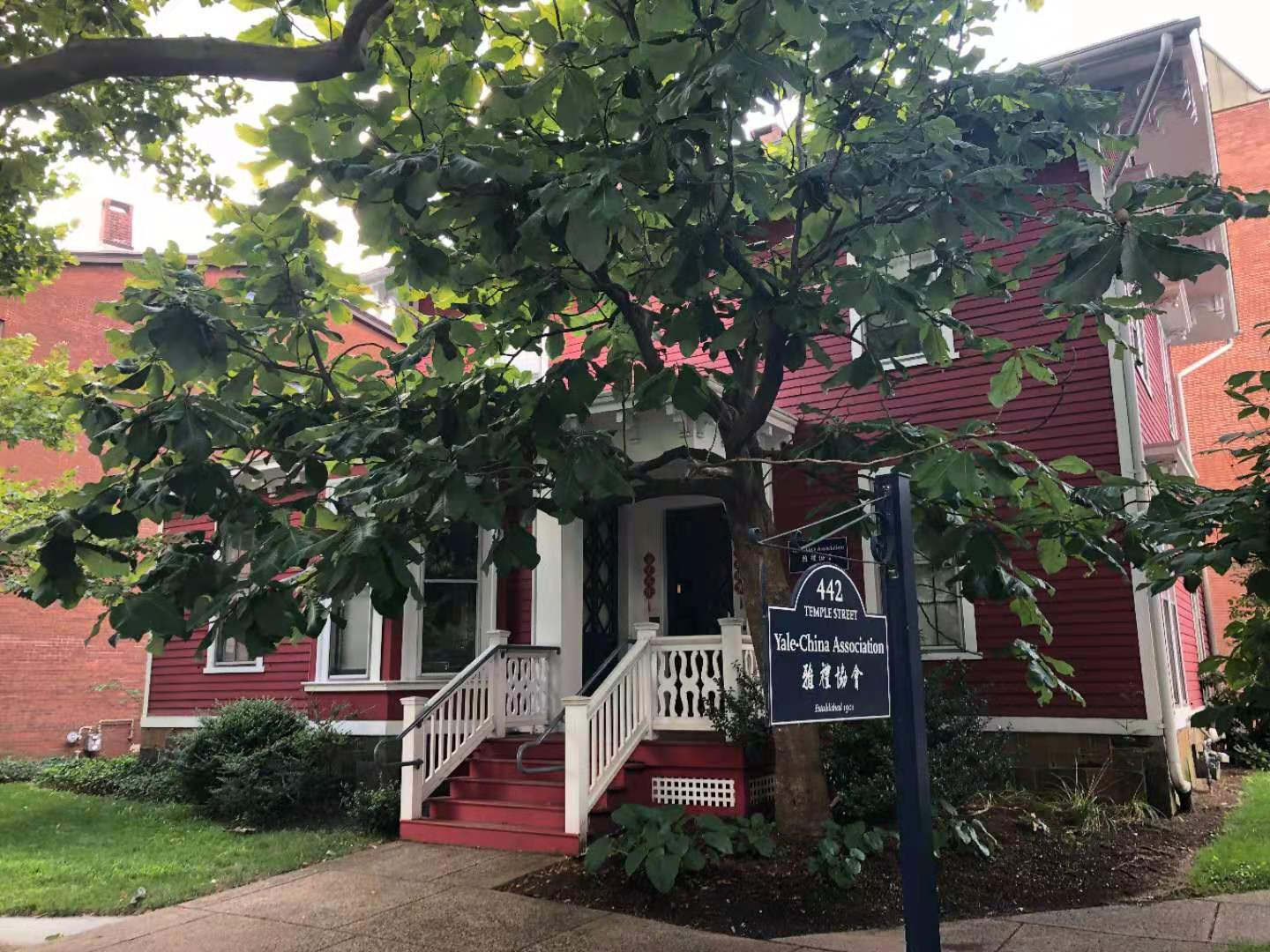
Gebouw van de Yale-China Association

De Yale -China Association, vroeger Yale-in-China, is een onafhankelijke non-profitorganisatie, die opleidingsprogramma's in en over China ontwikkelt om wederzijds begrip tussen Chinezen en Amerikanen te verdiepen.
Het betreft van oorsprong een protestantse missie van de Yale-universiteit. 
Yale-China's werk wordt gekenmerkt door langetermijnrelaties om de Chinese 'institutionele capaciteit' te bouwen. Onder de programma's vallen volksgezondheid, verpleging, legal education, onderwijs in de Engelse taal, Amerikaanse studies en culturele uitwisseling van Chinese en Amerikaanse studenten. De organisatie brengt een regelmatige nieuwbrief, een tweejaarlijks rapport en het jaarlijkse Yale-China Health Journal uit.

## Stichting
De organisatie werd in 1901 gesticht als de Yale Foreign Missionary Society door een groep afgestudeerden van de Yale-universiteit en faculteitsleden, gericht op het vestigen van een christelijke missionaire overzeese aanwezigheid.
De stichters (Brownell Gage, Warren Seabury, Lawrence Thurston en Arthur Williams) kozen voor China, deels vanwege de herinnering aan Horace Tracy Pitkin, een alumnus van Yale uit de klas van 1892, die in China als missionaris had gewerkt en in 1900 was gedood tijdens de Bokseropstand. De stad Changsha in de provincie Hunan werd gekozen als vestiging na overleg met andere buitenlandse missionarissen.
De Yale-China Association, opgericht als de Yale Foreign Missionary Society, was vanaf 1913 informeel bekend als Yale-in-China. Vanaf de jaren 1920 ging het niet meer vooral om zendingswerk. Het werd in 1934 heropgericht als een seculiere organisatie, de Yali-in-China Association en in 1975 als de Yale-China Association.

## Vroege jaren
Vanaf het begin had de Yale-missie een meer educatieve dan evangelische functie. Met de komst van dr. Edward H. Hume in 1905 werden medische opleiding en zorg de belangrijkste focus van de onderneming. 
Het opleidingscomplex, dat aanving met dr. Hume's medische kliniek, zou uiteindelijk de Yali High School, het College of Yale-in-China (later verhuisd naar Wuhan, waar het met twee andere missie-scholen samensmolt tot de Huachung-universiteit) en de zusterschool annex ziekenhuis Hsiang-Ya Medical College omvatten. Door de jaren heen ontwikkelde Hsiang-Ya (Hsiang=Hunan en Ya=Yale-China, Xianya) een reputatie als meest geavanceerde opleiding in Westerse gezondheidszorg in geheel Centraal- en Zuid-China. 

## Mao en Yale
In de Yale Dailey News (29 februari 1972), de oudste collegekrant gesticht in 1878 in Yale, een van de eerste Amerikaanse universiteiten (1701), staat op de voorkant een foto van Mao Zedong met de kop: 'Yale Group Spurs Mao's Emergence'

Tussen 1919 en 1920 had de toekomstige Voorzitter Mao Zedong verschillende ontmoetingen met de school van Yale-China Association: hij gaf een studentenmagazine uit, gericht op 'gedachte heroriëntatie', en had een boekwinkel van de medische school.
Zonder steun van Yale had Mao Zedong mogelijk niet vanuit de obscuriteit kunnen opstijgen tot bestuurder van China. Jonathan Spence, professor Chinese geschiedenis, was de eerste die het verband tussen Mao en Yale ontdekte. 
Jonathan Spence schrijft: 'In 1919 was Mao, 26 jaar oud, in Changsa na zijn middle school te hebben afgemaakt. Hij bezocht Peking en ontving er een serieuze introductie in de communistische theorie van Li Ta-chao's 'Marxist Study Group'.' Spence schrijft dat Mao een platform  nodig had om in socialistische kringen een reputatie te verwerven en dat Yale-in-China Mao uitnodigde om editor te worden van hun journal. Mao nam de uitnodiging aan.
Van Ch'en Tu-hsiu (de latere leider van de Chinese Communistische Partij) moest Mao een tak van de Communistische partij oprichten en daar had Mao fondsen en een ontmoetingsplaats voor nodig.
De medische school van Yale-in-China verhuurde Mao drie kamers, die Mao zijn 'cultuur boekwinkel' noemde. Er werden titels uitgegeven als: An Introduction to Marx's Capital, A Study of the New Russia en The Soviet System in China.
Mao's reputatie groeide en met deze basis kon hij zeven branch stores organiseren. Met de opbrengst werden de socialistische jeugdkorps en de communistische partij gefinancierd. Vanwege het succes van de boekwinkel werd Mao verkozen tot een van de afgevaardigden naar het Eerste Congres van de Chinese Communistische Partij in Shanghai in 1921. Van hier was het nog een kleine stap om een van de oprichters van de communistische beweging in China te worden.